# Supercopa Sudamericana 1990
Navigation
Édition précédente Édition suivante
La Supercopa Sudamericana 1990 voit le sacre du club paraguayen de Club Olimpia qui bat les Uruguayens du Nacional en finale, lors de cette troisième édition de la Supercopa Sudamericana, une compétition disputée par tous les anciens vainqueurs de la Copa Libertadores. Toutes les rencontres sont disputées en matchs aller et retour. 
Le club paraguayen réussit un formidable doublé Copa Libertadores-Supercopa Sudamericana puisqu'il remporte également la Libertadores 1990. Cette finale de Supercopa est la seule de l'histoire de la compétition à se dérouler sans club argentin ou brésilien. Cette édition est d'ailleurs un fiasco pour les équipes brésiliennes, qui se font toutes éliminer dès leur entrée en lice au premier tour.
Seul l'Atlético Nacional de Colombie manque à l'appel cette année, à la suite de l'interdiction par la CONMEBOL d'organiser des rencontres sur le territoire colombien après l'agression d'un arbitre par des hommes armés lors du quart de finale de Copa Libertadores 1990 entre l'Atlético Nacional et le club brésilien de Vasco da Gama. 

## Équipes engagées
- Peñarol - Vainqueur en 1960, 1961, 1966, 1982 et 1987.
- Santos FC - Vainqueur en 1962 et 1963
- CA Independiente - Vainqueur en 1964, 1965, 1972, 1973, 1974, 1975 et 1984.
- Racing Club de Avellaneda - Vainqueur en 1967
- Estudiantes de La Plata - Vainqueur en 1968, 1969 et 1970
- Club Nacional de Football - Vainqueur en 1971, 1980 et 1988
- Cruzeiro EC - Vainqueur en 1976
- CA Boca Juniors - Vainqueur en 1977 et 1978
- Club Olimpia - Vainqueur en 1979 et 1990
- CR Flamengo - Vainqueur en 1981
- Grêmio Porto Alegre - Vainqueur en 1983
- Argentinos Juniors - Vainqueur en 1985
- CA River Plate - Vainqueur en 1986
- Atlético Nacional - Vainqueur en 1989 - Forfait

## Premier tour
Boca Juniors, en tant que tenant du titre, est exempt lors de ce premier tour et accède directement aux quarts de finale. Deux clubs d'un même pays ne peuvent pas se rencontrer à ce stade de la compétition.
| Équipe 1            | Résultat      | Équipe 2                  | Aller | Retour |
| ------------------- | ------------- | ------------------------- | ----- | ------ |
| CA Independiente    | 2 - 3         | Club Nacional de Football | 1 - 1 | 1 - 2  |
| Cruzeiro EC         | 1 - 1 2-4 tab | Racing Club de Avellaneda | 1 - 0 | 0 - 1  |
| Peñarol             | 2 - 2 4-2 tab | Santos FC                 | 0 - 0 | 2 - 2  |
| CA River Plate      | 3 - 3 3-4 tab | Club Olimpia              | 3 - 0 | 0 - 3  |
| Grêmio Porto Alegre | 1 - 2         | Estudiantes de La Plata   | 1 - 0 | 0 - 2  |
| Argentinos Juniors  | 4 - 4 4-3 tab | CR Flamengo               | 3 - 1 | 1 - 3  |

## Quarts de finale
- Estudiantes de La Plata est exempté de quarts de finale par tirage au sort et accède directement aux demi-finales.

| Équipe 1           | Résultat | Équipe 2                  | Aller | Retour |
| ------------------ | -------- | ------------------------- | ----- | ------ |
| Peñarol            | 2 - 1    | CA Boca JuniorsT          | 0 - 1 | 2 - 0  |
| Club Olimpia       | 4 - 1    | Racing Club de Avellaneda | 1 - 1 | 3 - 0  |
| Argentinos Juniors | 3 - 4    | Club Nacional de Football | 2 - 1 | 1 - 3  |

## Demi-finales
| Équipe 1                | Résultat      | Équipe 2                  | Aller | Retour |
| ----------------------- | ------------- | ------------------------- | ----- | ------ |
| Estudiantes de La Plata | 0 - 0 3-5 tab | Club Nacional de Football | 0 - 0 | 0 - 0  |
| Peñarol                 | 2 - 7         | Club Olimpia              | 2 - 1 | 0 - 6  |

## Finale
- Matchs disputés les 5 et 11 janvier 1991.

| Équipe 1                  | Résultat | Équipe 2     | Aller | Retour |
| ------------------------- | -------- | ------------ | ----- | ------ |
| Club Nacional de Football | 3 - 6    | Club Olimpia | 3 - 3 | 0 - 3  |